# Antocha capitella
Antocha capitella là một loài ruồi trong họ Limoniidae. Chúng phân bố ở miền Tân bắc.